# أسطورة أراكني (لوحة)
أسطورة أراكني والمعروفة بالغزّالات (العاملات بمصنع الغزل) (بالإسبانية: La fábula de Aracne) هي لوحة زيتية للفنان دييغو فيلاثكيث والتي توجد حاليا في متحف متحف ديل برادو بمدريد. يعد هذا العمل أحد أفضل معروضات الرسم ال باروكي  الإسباني، كما ويعتبر من أعظم الأمثلة على براعة فيلاثكيث. إلى جانب أنها واحدة من أعماله التي تتسم بالغموض، حيث لا يزال الهدف الحقيقي لهذه اللوحة مجهولا حتى الآن.

## عن الرسام

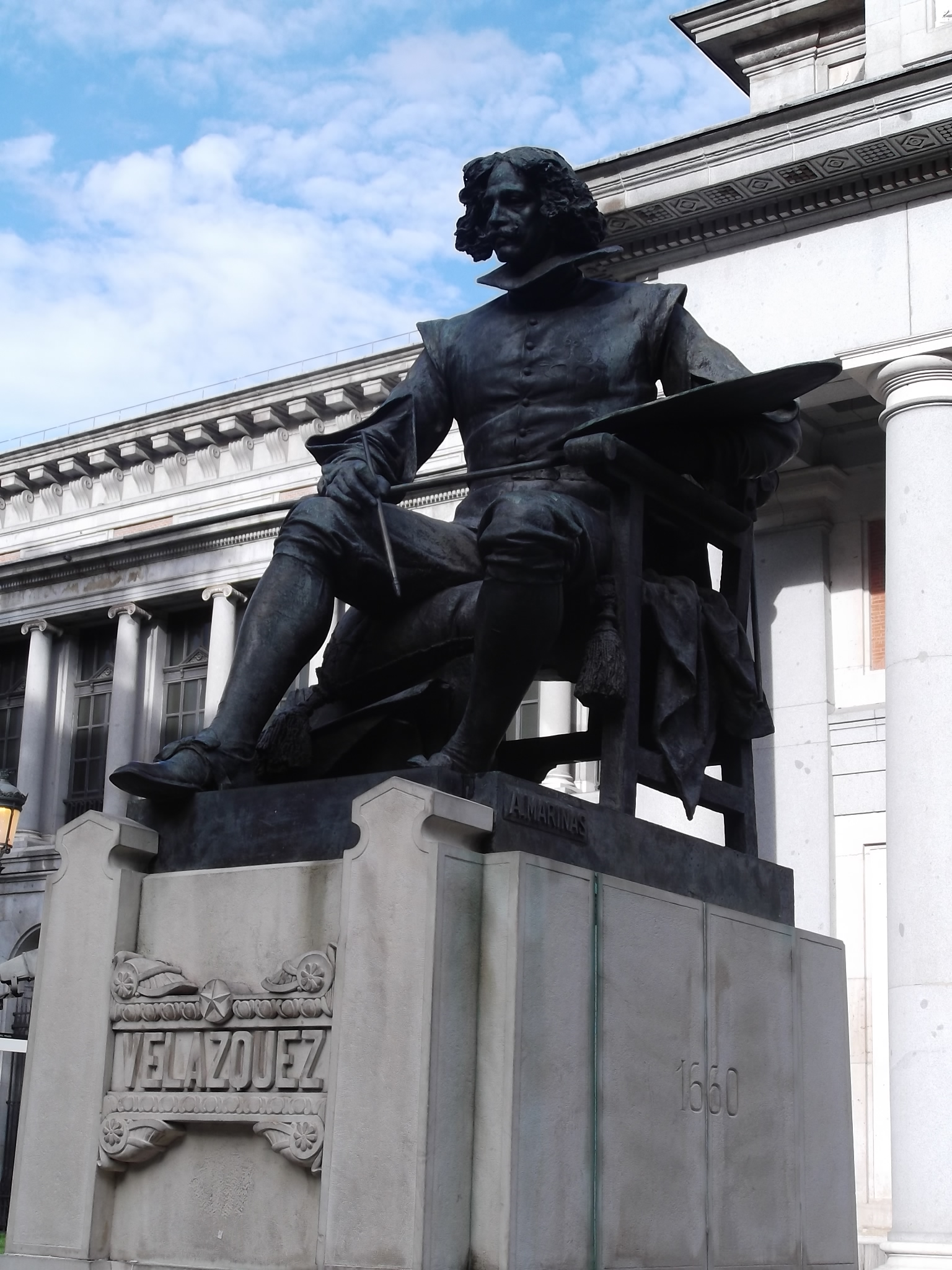
تمثال لدييجو بيلاثكيث في مدريد.

دييغو رودريغث دي سيلفا أي فيلاثكيث (بالإسبانية: Diego Rodríguez de Silva y Velázquez، ولد في 5 يونيو 1599، إشبيلية، إسبانيا - توفي في 6 أغسطس 1660 في مدريد، إسبانيا) كان رساماً إسبانياً، يعتبر واحدا من أعظم ممثلي الرسم الإسباني وكبير الرسامين في العالم. من أشهر أعماله عجوز تطهو البيض (1618) ولوحة البابا إنوسنت العاشر (1650)، واستسلام بريدا (1635)، وخادمات الشرف (1656) وأسطورة أراكني، حيث تحتوي على تقنيات استثنائية وبراعة في استخدام الإضاءة. يعد من أشهر فناني الأسلوب الباروكي.

## تاريخ اللوحة
في حوالي عام 1657 ميلاديا وفي أعظم مراحلة تألقا ورونقا، رسم الفنان دييغو فيلاثكيث  هذه اللوحة من أجل بيدرو دي آرسي، والذي كان يعد شخصية هامة في ذلك الوقت. وكراسّام ملكي لم يعتد فيلاثكيث القيام بطلبات خاصة إلا أنه استثنى هذه الحالة حيث أن آرسي كان قناص الملك فيليب الرابع ملك إسبانيا، أو المسؤول عن تنظيم رحلاته للصيد، وعلى ذلك كان له بعض النفوذ في البلاط الملكي ب مدريد. في بدايات القرن الثامن عشر انتقلت اللوحة لتشكل جزءا من المجموعة الملكيَة، وفيما بعد تم حفظها  بمتحف ديل برادو بمدريد.'

### متحف ديل برادو
(متحف ديل برادو في مدريد عاصمة إسبانيا هو متحف ومعرض الفنون وأحد أهم المتاحف على مستوى أوروبا إذ يحتضن العديد من الكنوز الفنية واحدة من أروع مجموعات العالم من الفن الأوروبي، من القرن الثاني عشر وحتى مطلع القرن التاسع عشر، على أساس جمع الملكية الإسبانية السابقة. ويقدم متحف ديل برادو نماذج عديدة لمدارس الرسم الأسباني، الإيطالية، الفلمنكية، الفرنسية، الألمانية، الهولندية، الإنجليزية.
•وظهر في أسبانيا الكثير من الفنانين الذين نافسوا عمالقة الرسم في إيطاليا وفرنسا وألمانيا.
•وتتجسد عبقرية هؤلاء الفنانين الأسبان في اللوحات الزيتية والمنحوتات العديدة، التي يضمها متحف ديل برادو في قلب العاصمة الأسبانية مدريد. وتزيد هذه الأعمال عن الثلاثة آلاف رسم زيتي لأشهر عمالقة الرسم في العالم، بالإضافة إلى ما يربو على 400 منحوتة، ومجموعة من المجوهرات وقطع نادرة من البور سلين والكريستال والمشغولات الذهبية.)

## موضوع اللوحة
لوقت طويل اعتُبرت الغزَالات  لوحة ذات نوع أدبي حيث تشير إلى مرحلة العمل في إحدى مشاغل مصنع الفرش والسجاد. وعلى الصعيد الأول تظهر صالة حيث يقُمن خمس سيدات (غزالات) بإعداد الصوف، ويظهر في نهاية اللوحة خلف الغزالات في دور يبدو أكثر ارتفاعا، ثلاث سيدات أخريات في أزياء تعكس ثراءهن الفاحش، يتأملن إحدى المفروشات التي تصوّر مشهد من أساطير القدماء، ومن هنا أعتُقِد ولوقت طويل انّ هذا هو موضوع اللوحة الوحيد. ولكن بسبب أهمية اللوحة وما تحويه بعض لوحات دييغو فيلاثكيث  ا الزيتية الأكثر أهمية من معانٍ تتسم بالغموض، فلابد من معارضة تفسير هذا المشهد كما لو كان مشهدا بسيطا من مشاهد الحياة اليومية.
و يفتَرض في الوقت الحالي أن اللوحة تتناول الأسطورة اليونانية "أراكني  وأثينا"  والتي تدور حول مشهد من خرافة أراكني  المصَورة في الفصل السادس من كتاب «تحولات» للكاتب اليوناني أوفيد. تدور الأسطورة حول شابة من سكان ليديا (الواقعة في أسيا الصغرى قديماً) تدعى أراكني والتي كانت في الحياكة من البراعة بمكان مما دفع سكان المدينة إلى القول بأنها أفضل من الربة أثينا  مبتكرة عجلة المغزل. ويُصَوِر المشهد الأمامي للوحة الشابة أراكني من الخلف جالسةً على اليمين، وهي تعمل بحماس على حياكة أحد المفارش.
و على اليسار تظهر الربة اثينا  متخفِية في مظهر العجوز متدليا على صدغيها الشيب الكاذب، ونستطيع الجزم بذلك حيث أنَّه على الرغم من مظهرها الهرم إلا أنها تكشف عن ساقها ملساء ناعمة كما لو كانت لفتاة مراهقة.
تتضح ملامح اللوحة في المستوى الثاني من اللوحة (خلفية اللوحة) حيث يظهر المفرش الذي عملت على حياكته أراكني  معلقاً على الحائط، والذي يحمل في موضوعه إهانة واضحة للربة أثينا، ذلك لأنها تعكس بعضا من الحيل المستخدمة من قِبل الاله زيوس(والد أثينا) لخداع السيدات والربات للوصول إلى أغراضة الجنسيَّة الدنيئة.
يتصدَر واجهة اللوحة مشهد يعكس هيئتين، إحداهما تمثِّل الربة أثينا التي تظهر بحلتها المميزة (معتمرة قبعة) وتقابلها أراكني والتي تجسد الإنسانة العاصية المتمردة في ثياب تعكس بين طياتها الكلاسيكيَّة.أمام المفرش تقفن ثلاث سيدات تراقبن عقاب الربة المهانة أثينا لـأراكني على جرأتها محولةً إياها إلى عنكبوتة محكومة بالحياكة للأبد.
علاوة على ذلك فإن البعض ينظر في هذا المعنى صورا أخرى خفيَّة ورمزيَّة، فعلى النحو السياسي تحمل اللوحة تشبيها تمثِّل فيه الغزالة المسنَّة الطاعة والخضوع للسلطة المفروضة،
في حين يعكس المغزل سرعة التغيُّر وتقلُّب الولايات. ومن ناحية أخرى تتمثَّل الرعيّة الصالحة المستقلَّة في الهر الجالس، لكنها في ذات الوقت خاضعة مذعنة. بينما تنعكس السياسة الجيدة الصالحة من خلال كمان الساق.أما صورتا الخلفيَّة لكل من الربة أثينا والشابة أراكني فتظهران من هذا المنظور السياسي كرمزين لكل من مملكتي البرتغال  وكاتالونيا ، واللتان حرصتا على السلطة في ثورتهما. في حين أن السيدات الثلاث يمثِّلن كلٍ من قضايا قشتالة والأندلس وأراغون.
ومن منظور آخر تعد اللوحة آليَّة للدفاع عن الفنون الجميلة، فقد أثبتت تفوق فن الرسم على الحرف اليدوية الفنيَّة، حيث احتلَّ تكريم فن الرسم مرتبة جدليَّة واسعة بين الفنانين على مر العصور السابقة.
وأخيراً قد تكون ببساطة مجرَّد صورة للغزَّالات.

### شخصيَّات مرتبطة بالأسطورة

#### أوفيد

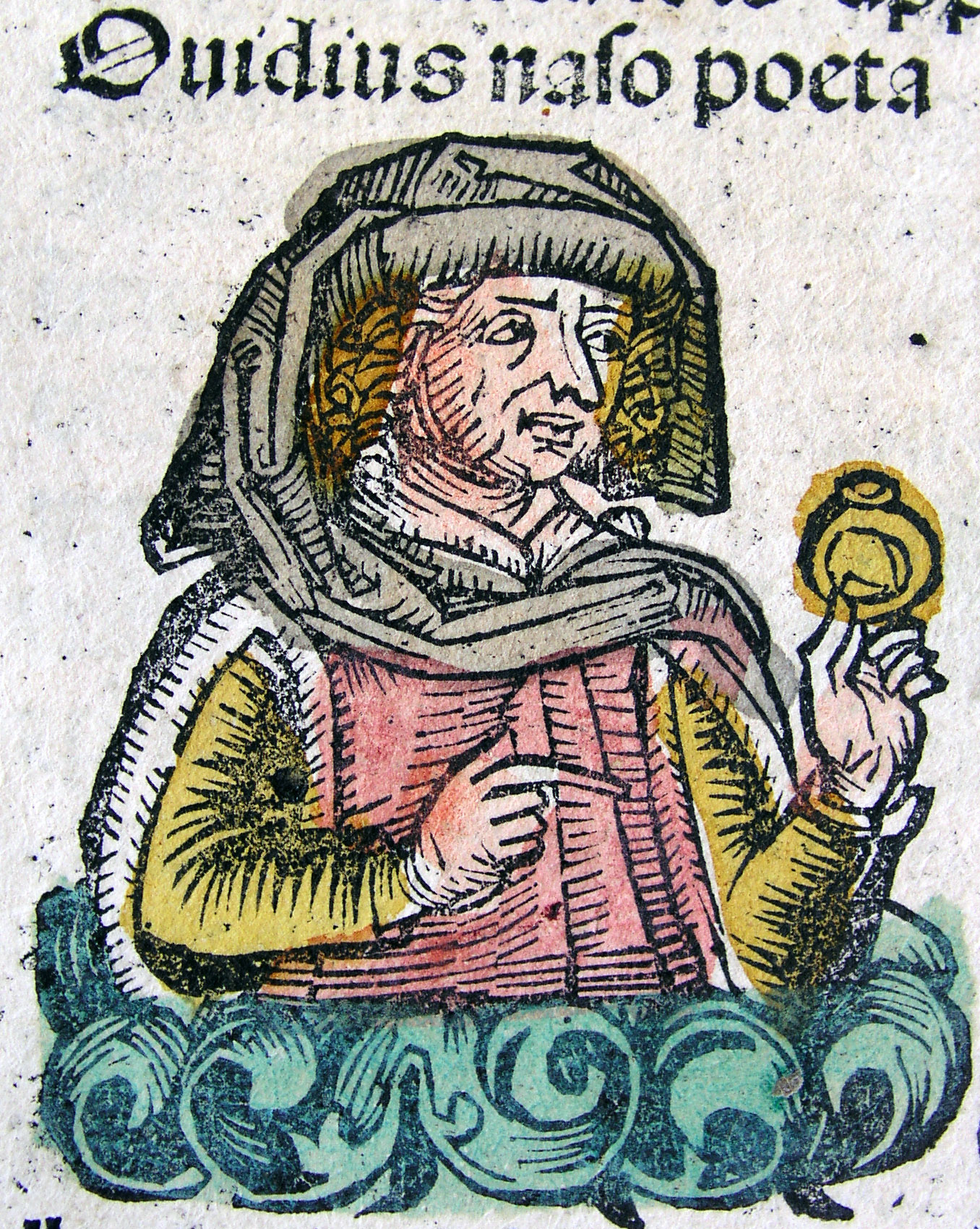
أوفيد

(ببليوس أوفيديوس ناسو (Publius Ovidius Naso؛ 43 ق.م. - 17 م)، المعروف بلقب أوفيد، شاعر روماني قديم، من أشهر أعماله «التحولات» (Metamorphoses) بعام 8 م، والتي كانت عن الميثولوجيا الإغريقية والرومانية. وعرف بكتابته حول استكشاف الحب مثل قصيدة «فن الحب» (Ars Amatoria) التي كتبها في السنة الأولى قبل الميلاد.

#### زيوس
(قبل العصر القديم في اليونان، كانت هناك تصورات كثيرة لزيوس إلا أنها لم تتشكل في نمط إلا في بدايات العصر القديم، وكانت تصوره يحمل الصاعقة بيده أو أحيانًا يوقف نسرًا على يده. وفي العصر الكلاسيكي نجده يحمل صولجانًا وجالسًا على مقعد، ويعتبر تمثال زيوس في الأوليمب الضخم والذي يبلغ ارتفاعه 13 متر من العاج والذي قام به النحات اليوناني المعروف فيدياس نموذجًا لتصور زيوس في الفن في تلك الفترة والذي ظل موجودًا حتى العصر الهيلينستي.[3] وظهر بعد ذلك بكثرة في لوحات الفنانين الأوربيين لا سيما في عصر النهضة التي تعتبر فترة الشغف بالميثولوجيا اليونانية).

#### الربة أثينا

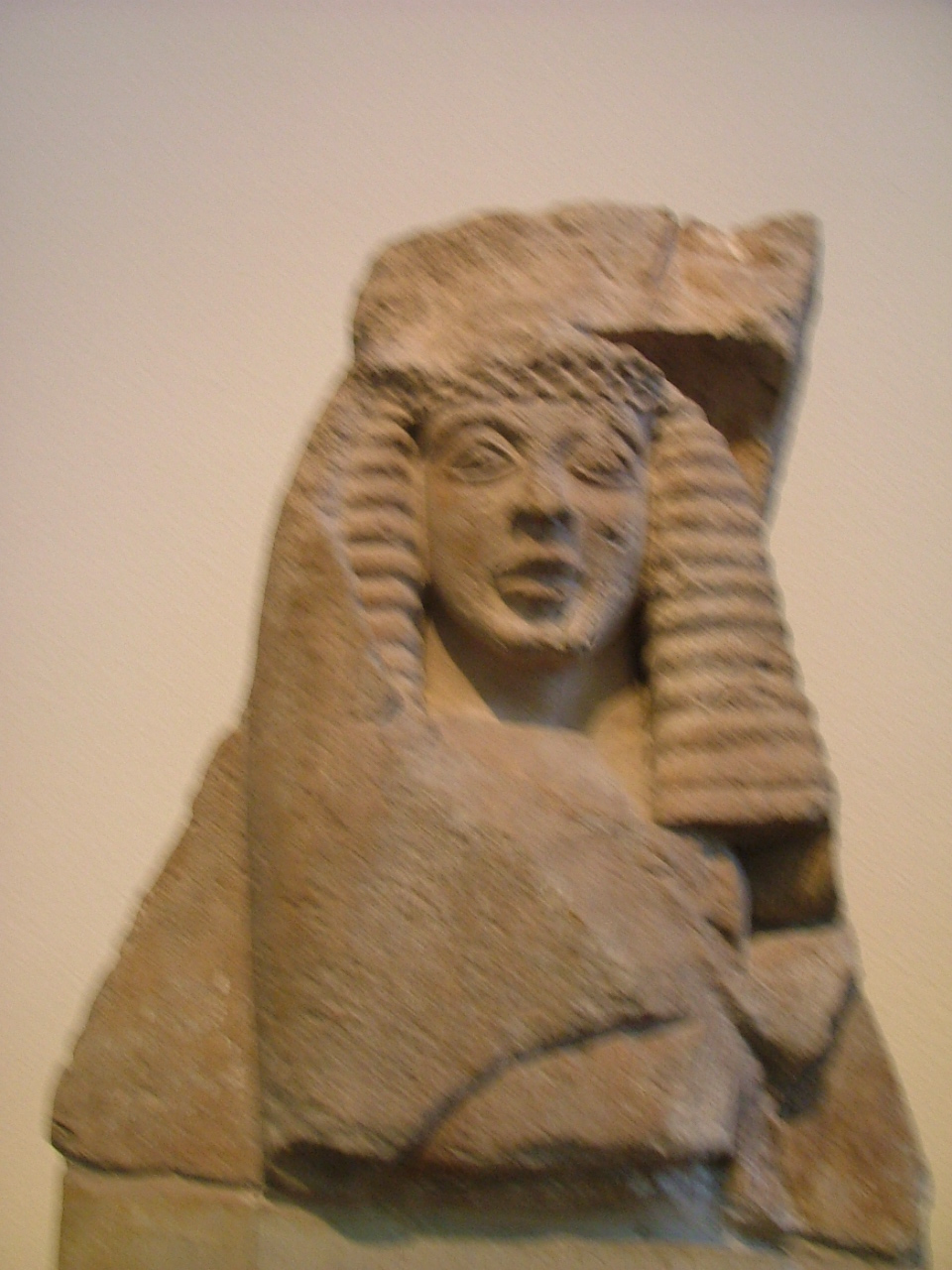
تمثال أثينا ويعود لعام 625 قبل الميلاد من اليونان.

يعرفها الرومان باسم مينيرفا، واشتهرت بكونها إلهة الحرب وحامية المدن وخاصة أثينا التي سميت باسمها، وكانت إلهة الحكمة والزراعة ومانحة الزيتون إلى البشر ومن أحب الأشياء إليها الزيتون والبومة والديك والثعبان فهي أنعمت على البشر فوهبتهم شجرة الزيتون، وأقيم لها أكبر معبد عرفه الإغريق في تاريخهم، وهو معبد البارثينون على هضبة الاكروبول في أثينا، ويعد عيدها من أهم الأعياد في بلاد الإغريق. ووفقا للميثولوجيا الإغريقية فإن آثينا هي ابنة زيوس إله الحرب والسماء وأب الآلهة غير أن آثينا أجدد من زيوس والآلهة الأولمبية الإثنى عشر حيث تصنف آثينا.

#### الربة مينيرفا
يعرفها الرومان أيضا باسم أثينا. هي إلهة العقل والحكمة وربة جميع المهارات والفنون والحرف اليدوية عند قدماء الرومان. اندمجت منذ وقت مبكر بالإلهة الإغريقية أثينا واتخذت كثيراً من صفاتها وأساطيرها حتى صار من الصعب التفريق بينهما في الآثار والأعمال الأدبية والفنية؛ مما دعا بعض الباحثين إلى القول إنها لم تكن في الحقيقة سوى الإلهة أثينا ذاتها التي اقتبسها الاتروسكيون ومن بعدهم الرومان. ولكن معظم علماء الديانات القديمة يرون أن منيرڤا آلهة إيطالية أصيلة ويربطون اسمها بالجذر اللاتيني الذي يعني العقل. وفي كل الأحوال فإنه لا يوجد أثر لعبادتها في روما قبل دخول الثالوث الإلهي إلى الكابيتول، الذي تم في عهد السيطرة الإتروسكية، حيث أقيم لمنيرفا محراب إلى يمين كبير الآلهة جوبيتر، مثلما كان لزوجته يونو تمثال إلى يساره. وصار الرومان ينظرون إليها على أنها «حامية المدينة»، مثلما كانت أثينا، وغدت طقوسها ذات طابع هيليني، وقد ظهر هذا في الاحتفال الديني الذي جرى عام 217ق.م.

#### كمان الساق
أوالفيول في الترجمات الحرفية، من الإنكليزية: viol، وهي متأصلة من الإيطالية: viola da gamba، أي كمان الساق، لأنه يُشد عموديًا بين الساقين) آلة موسيقية ذات ستة أوتار. ظهرت نهاية القرن الخامس عشر الميلادي في إيطاليا وإسبانيا، وهي تتأصل من الرباب العربي الذي عرفه الأوروبيون في الأندلس.

#### أراكني
.

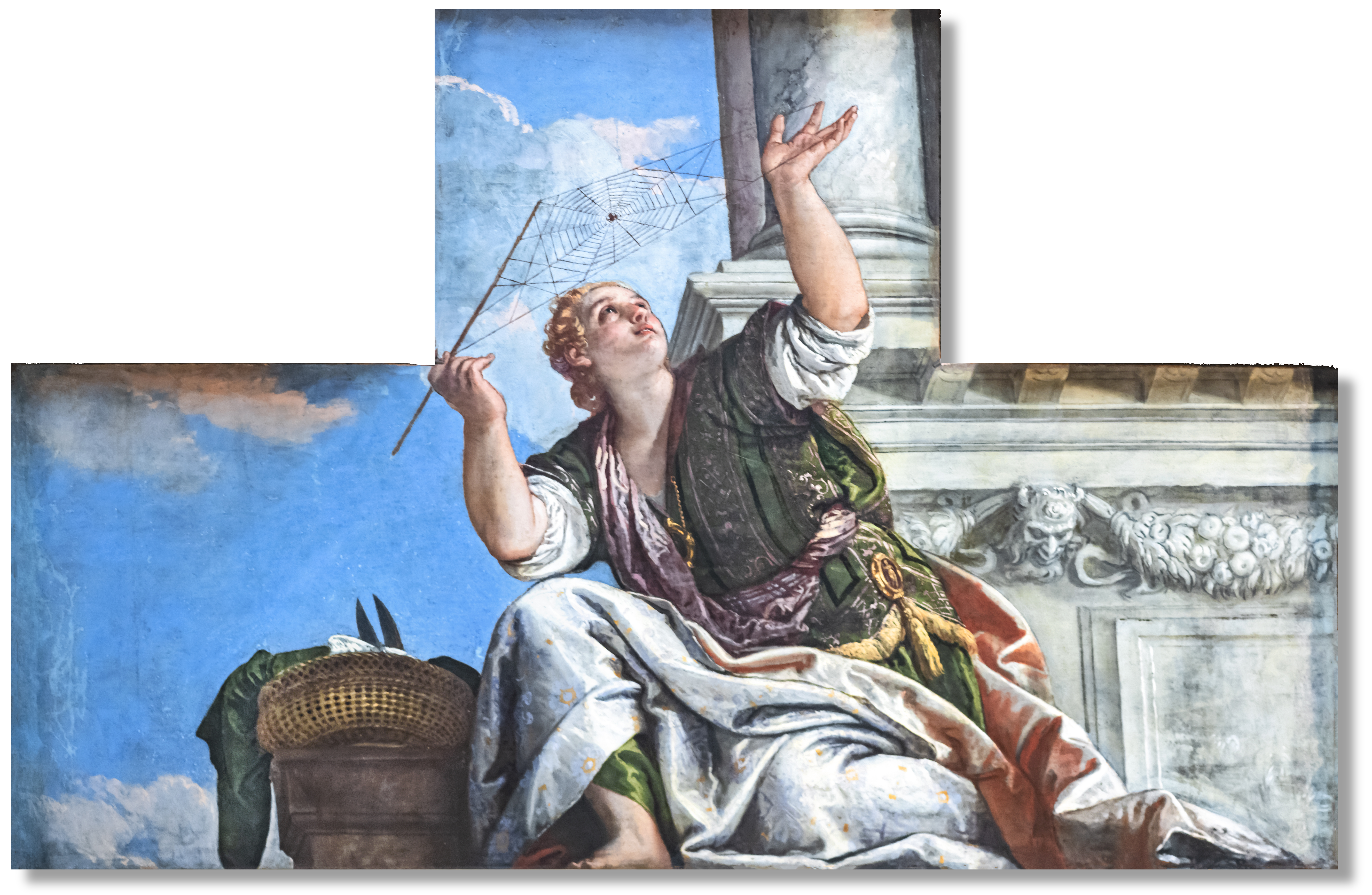
أراكني في لوحة للرسام الإيطالي باولو فرونزه

كانت أراكني (المعروفة في اليونانية القديمة بالعنكبوتة) تمارس الحياكة ببراعة في الأساطير اليونانية. وأخذت تتفاخر بأنها أكثر مهارة من الإلهة مينيرفا، والتي تعرف عند الرومان بالربة أثينا. ووفقا لما يرويه أوفيد في كتابه تحولات، كان موضوع العلاقات الغراميًّة بين الآلهة الذي تطرَّقت إليها أراكني مهينا بالنسبة للربة مينيرفا والتي انتهى بها الأمر بتحويلها إلى عنكبوتة.

#### أراكني العنكبوتة
تعد أسطورة أراكني واحدة من الإضافات المتأخِّرة إلى أساطير القدماء الرومانيَّة الإغريقيَّة ونستطيع الجزم بذلك حيث أنها لم تظهر في مجموعة الآنِيَة الأتيكيَّة (قاعدتها أثينا) الخاصة بالرسامين. تُحكى القصة كأحد فصول كتاب تحولات لـأوفيد، كما يأتي على ذكرها الشاعر اللاتيني المشهور فيرجيل في كتابِه أشعار الفلاحة. وحيث أنَّ هذه المصادر تنتمي جميعا للرومانيَّة القديمة فإنها تعرف الربة أثينا باسم مينيرفا. طبقا لما يحكيه بليني فقد ابتكرت أراكني استخدام كلاً من الخيط والشِبَاك كما ويشير بليني إلى أنَّ لديها ابنًا يدعى كلوستر والذي ابتكر بدوره المغزل للحياكة. كانت أراكني ابنة ايدمون دي كالفون والذي كان يعمل في صباغة الصوف بالأرجواني، ولذلك كانت مشهورة ببراعتها في الحياكة والتطريز بمدينة ليديا حيث كانت تمتلك مشغلاً للحياكة، وقد تفوَّقت أراكني بدرجة كبيرة في هذا المجال إلى أن أفقدها الإطراء الذي كانت تتلقاه على الدوام رشدها، فدفعتها مهارتها وبراعتها في الخياطة إلى التأكيد بأنَّ قدرتها تفوق الربة أثينا (آلهة الحكمة والحرب والصناعة اليدويَّة).
و كانت النتيجة أن غضبت الربة إلاَّ أنَّها منحت أراكني فرصة للتراجع وتخليص نفسها، متنكِّرة في مظهر عجوز حائكة ناصحةً إياها بالتوقف عن إهانة الآلهة، ولكنَّ أراكني غلبها الغرور فأبدت السخرية بل لم تكتفِ بذلك واقترحت المنافسة في الحياكة لتبرهن على براعتها وتفوُّقها، ومن هنا لم تعد الربة بحاجة إلى التنكر فأظهرت أثينا نفسها لتبدأ المسابقة. نسجت أثينا مسرحا لنصرها على بوسيدون الشيء الذي ألهم سكان أثينا تسمية المدينة على شرفها. ووفقا للرواية اللاتينيَّة كان النسيج الذي غزلته أراكني رمزا لإثني وعشرين حدثاً والذي يعبِّر عن خيانة الآلهة متنكرين في هيئة حيوانات: مثل زيوس الذي لم يكن مخلصاً لـهيرا وقام بخيانتها مع كل ممن ديا وأوروبا وداني وغيرهِن.
وبالرغم من اعتراف أثينا ببراعة أراكني إلا أنها استشاطت غضبا بشأن اختيارها للموضوع لما فيه من تقليل احترام الآلهة، حينئذٍ نفذ صبرها فقامت بتدمير المفرش الذي حاكته أراكني بضربة قويَّة من رمحها، ولم تكتفي بذلك بل ووجهت ضربة أخرى لرأس الشابة، عندها أدركت أراكني ما ارتكبته من حماقة فاستعراها الخزي وهربت وانتحرت (شنقت نفسها). يشير أوفيد في حكايته إلى أن الربة أثينا اشفقت لحال أراكني، فنثرت القليل من ماء نبات أكوتيا على الحبل فتحوَّل إلى نسيج عنكبوت وتحولت اراكني بدورها إلى عنكبوتة. أيضا يتم الإشارة في مضمون هذه القصَّة إلى أنَّ فن الحياكة يرجع أصله وتعود نشأته إلى محاكاة عمل العناكب مؤكدةً أنه تطوّر وانتشر في آسيا الصغرى.

## أسلوب اللوحة
يقسم فيلاثكيث  العمل إلى مستويين متَّبِعا في ذلك أسلوب اللوحات التي تنتمي لـالعصور الوسطى  على أنها قراءة في ترتيب معيَّن كما لو كانت صفحات من كتاب. كما وتمكَّن من جعلنا ننتقل بالنظر من الغزالة المضيئة الموجودة على اليمين إلى الأخرى القابعة في الظل على اليسار قافزين منها إلى مشهد الخلفيَّة. وهناك، تلتفت إحدى السيدات إلى المشاهد كما لو كانت فوجئت بحضورهِ في المشهد. كما يعد وضع الرسالة في الخلفيَّة إحدى أساليب التلاعب النموذجي للفن الـباروكي.

### الأسلوب الباروكي
مصطلح يطلق على أشكال كثيرة من الفن الذي ساد غربي أوروبا وأمريكا اللاتينية. والعصر الباروكي بشكل عام هو الفترة الممتدة من أواخر القرن السادس عشر وحتى أوائل القرن الثامن عشر في تاريخ أوروبا. باروك هو اصطلاح مستعمل في فن العمارة والتصوير معناه الحرفي شكل غريب، غير متناسق، معوج. وقد ظهر هذا الفن أول مرة في روما في السنوات الأخيرة من القرن السادس عشر الميلادي. ويتميز الأسلوب الباروكي بالضخامة ويمتلئ بالتفاصيل المثيرة. وفي القرن الثامن عشر تطور الفن الباروكي إلى أسلوب أكثر سلاسة وخصوصية ويسمى بفن الروكوكو. وكان فنانو الباروك يغرمون بالجانب الحسي للاشياء ويعتنون في وصفها بتفصيل وتنميق وكانت إيطاليا وعاصمتها روما في القرن السابع عشر هي المركز الرئيسي للنشاط الفني الكبير كما كانت أهم مصدر للفنون في أوروبا.
أما بالنسبة للألوان يستخدم فيلاثكيث لوحة أحاديَّة اللون مع طبقات رقيقة من الطلاء المخفف، ذلك باستخدام مجموعة متنوِّعة من درجات الألوان ما بين المغرة (الأصفر الحديدي) وأكاسيد (النحاسي) وترابي، والتي تطبَّق على نحوٍ غير عادي في تلك الحقبة (عصره) باستعمال فرشاة رسم ذات أعمدة طويلة ورشيقة.
و ينفرد فيلاثكيث بإيجادته لفن التحكم بفرش الرسم، فليده القدرة على تحديد ما يرغب في تصويره مستتعيناً في ذلك بفرش ومواد فنية بسيطة، ومحولاً كل بقعة إلى صورة أو شكل طبقاً لمدى بعد المشاهد مستخدماً فرشاة فيها من السرعة والخفة ما يماثل تلك الأكثر تأثيراً وشهرة في القرنين اللاحقين. ومن جانبٍ آخر تعد النظرة الجويَّة واحدة من أبرز تقنيات فيلاثكيث الفنيَّة والتي تعمل على نشأة تأثير جوي مشابه لما وُجِد في لوحتهِ لاس مينيناس (الوصيفات)، وهكذا تمكَّن من خلق حس التناغم بين الشخصيات مشوهاً بذلك ملامح المحيط، واستطاع التقاط البطء المحيط بالشخصيات. كما وتظهر براعة فيلاثكيث في تسليط الضوء على الدينامية والنشاط في اللوحة مولداً بذلك احساس وانطباعا بالحركة، وانعكاسه في دوران عجلة المغزل حيث نعجز عن ملاحظة هيكل العجلة بسبب سرعة الدوران، أيضا تظهر على يمين اللوحة شخصية تحيك الصوف بسرعة فيبدو الأمر كما لو كانت تمتلك ستةً من الاصابع. كما يبدو الندم واضحا غلى رأس الفتاة في المقطع الجانبي على اليمين.

### أجزاء إضافية
تم إضافة تغييرات للوحة عندما ألحقت بالمجموعة الملكية حيث تم تعريضها من جوانبها الأربع، ولكن هذه الأجزاء المذكورة آنفاً (مثل نافذة دائرية في الجزء العلوي) لم ترسم بواسطة فيلاثكيث. ويُتوقع أن اللوحة قد تعرضت للأضرار والتلف أثناء الحريق الذي اندلع في قصر مدريد عام 1734م، ولذلك فقد تم توسيع نطاقها آن ذاك وتركيبها فوق إطار جديد. وفي العقد 1980م خضعت اللوحة لعملية ترميم واسعة، ذلك لأنه كانت قد اختفت بعض طبقات طلاء الرسم. وقد تقرر في هذا التدخل الحفاظ على الأجزاء الإضافية بالرغم من كونها تختفي عن أنظار الجمهور في الوقت الحالي، فقد أدخلت اللوحة في جدار مزدوج.

## لوحات أخرى للفنان

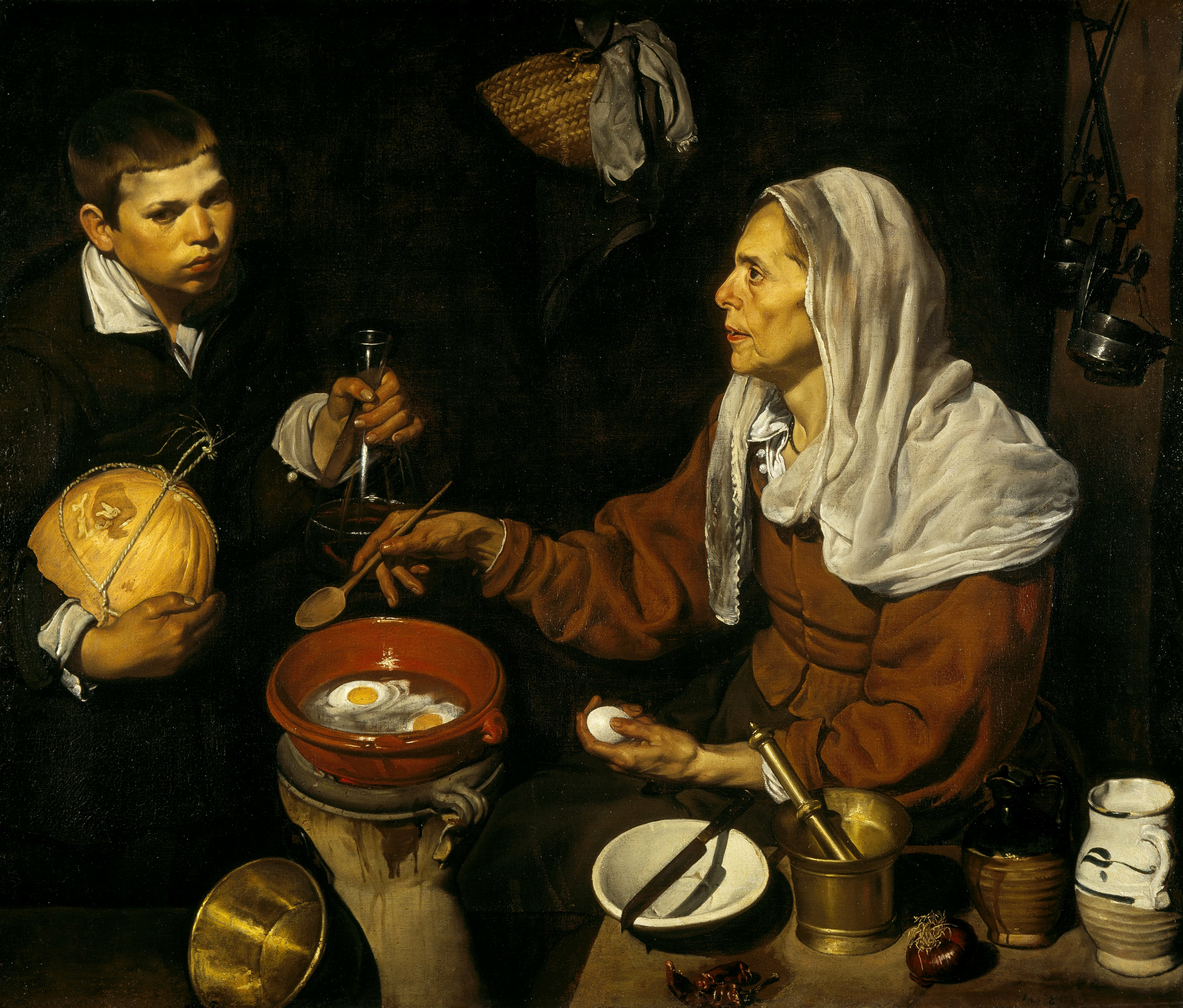
لوحة عجوز تطهو البيض

- طاهية البيض العجوز (بالإسبانية: Vieja friendo huevos) هي لوحة فنية من عمل الفنان الإسباني دييغو فيلاثكيث والتي رسمها في فترة شبابه في المدينة الإسبانية إشبيلية عام 1618، وكان ذلك بعد عام واحد فقط من امتحانه كرسام. توجد اللوحة الآن في معرض اسكتلندا الدولي، تحديدا في العاصمة ادنبرة، منذ عام 1955. ولقد حصل عليها ورثة السيد فرانسيس كووك بمبلغ يقدر ب 57000 جنيه استرليني

لوحة لاس مينيناس

- لاس مينيناس (بالإسبانية: Las Meninas) أو الوصيفات هي لوحة من عمل الرسام الإسباني دييغو فيلازكيز رسمت عام 1656، الذي اعتبر أبرز رسام في ما عرف بالعصر الذهبي الإسباني. اللوحة معروضة في متحف ديل برادو في مدريد، إسبانيا.يعتبر تعقيد وغموض العمل ومدى المعاني التي قد تستوحى من الشخصيات المرسومة وزاوايا الرسم ذا قيمة فنيَّة كبيرة مما جعل اللوحة إحدى أكثر الأعمال أهميَّة على نطاق واسع والتي تم الإشارة إليها في تاريخ اللوحات الفنية.
- لوحة البابا إنوسنت العاشر والذي ولد في روما في 6 مايو 1574. هو البابا رقم 236 في الكنيسة الكاثوليكية بين 1644 و1655. وفي 15 سبتمبر 1644 خلف البابا أوربان الثامن في منصب البابوية، ليصبح واحداً من أكثر بابوات تلك الحقبة نفوذاً وحنكة سياسية وليوسع السلطة الزمنية للكرسي الرسولي بشكل كبير. وتوفي في روما في 7 يناير عام 1655.